# Đồi Sọ

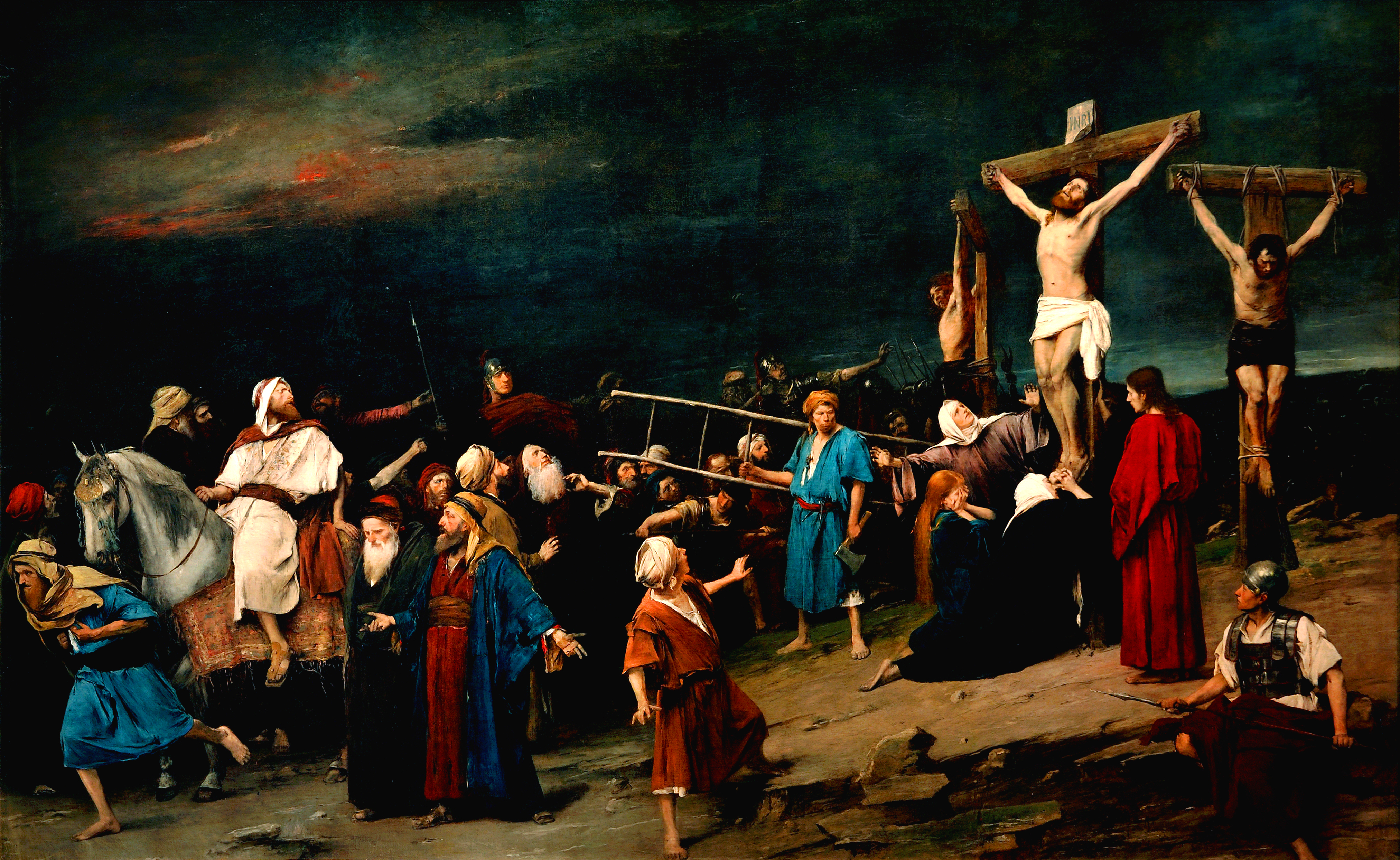
Chúa Giê Su bị đóng đinh trên đồi Sọ, tranh sơn dầu của Mihály Munkácsy, khoảng năm 1884

Đồi Sọ (tiếng Hy Lạp: gulgūltá, tiếng Hebrew: gulgōlet, tiếng Anh: Golgotha), còn được gọi là đồi Can-vê (phiên âm từ tiếng Pháp: Calvaire, tiếng Latin: Calvarium, tiếng Hy Lạp: Κρανίου Τόπος ), Núi Sọ, đồi Gol gô ta, đồi Gô-gô-tha,  vv,  là tên được sử dụng ngày nay của một địa điểm trước đây chưa được xác định bên ngoài Jerusalem cổ đại. Theo các Phúc âm Tân ước, Chúa Giê-su người Na-xa-rét đã bị đóng đinh ở đó, trên ngọn đồi này. Địa điểm này ngày nay được đánh dấu bằng một cái lỗ tròn nằm dưới bàn thờ tại Nhà thờ Mộ Thánh thuộc quyền cai quản của Chính thống giáo - là nơi cây thánh giá Chúa chịu đóng đinh đã được dựng lên cách nay hơn 2000 năm - chung quanh còn vết tích núi đá ngày xưa.

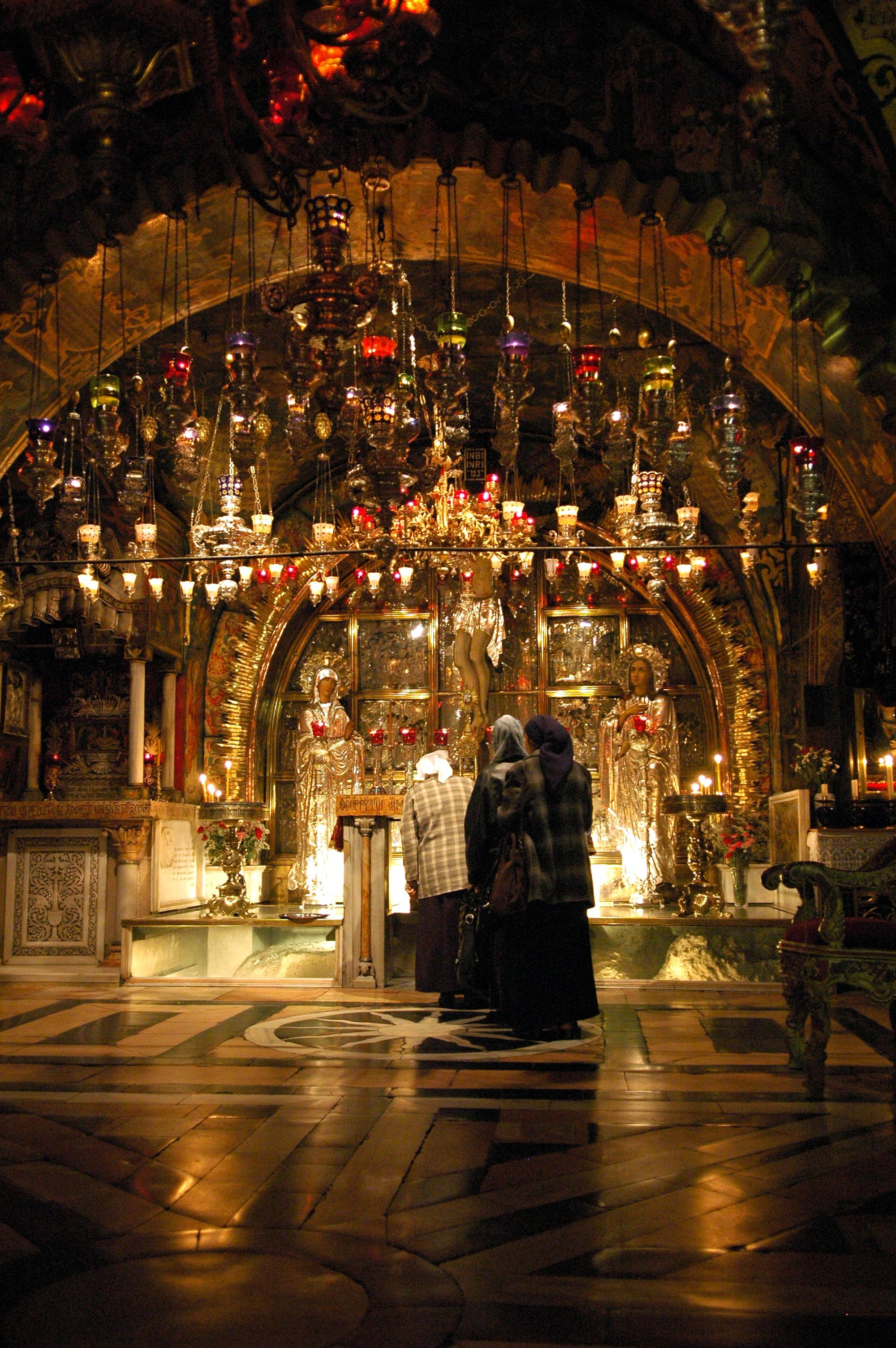
Địa điểm Đồi Sọ ngày nay trong nhà thờ Mộ Thánh

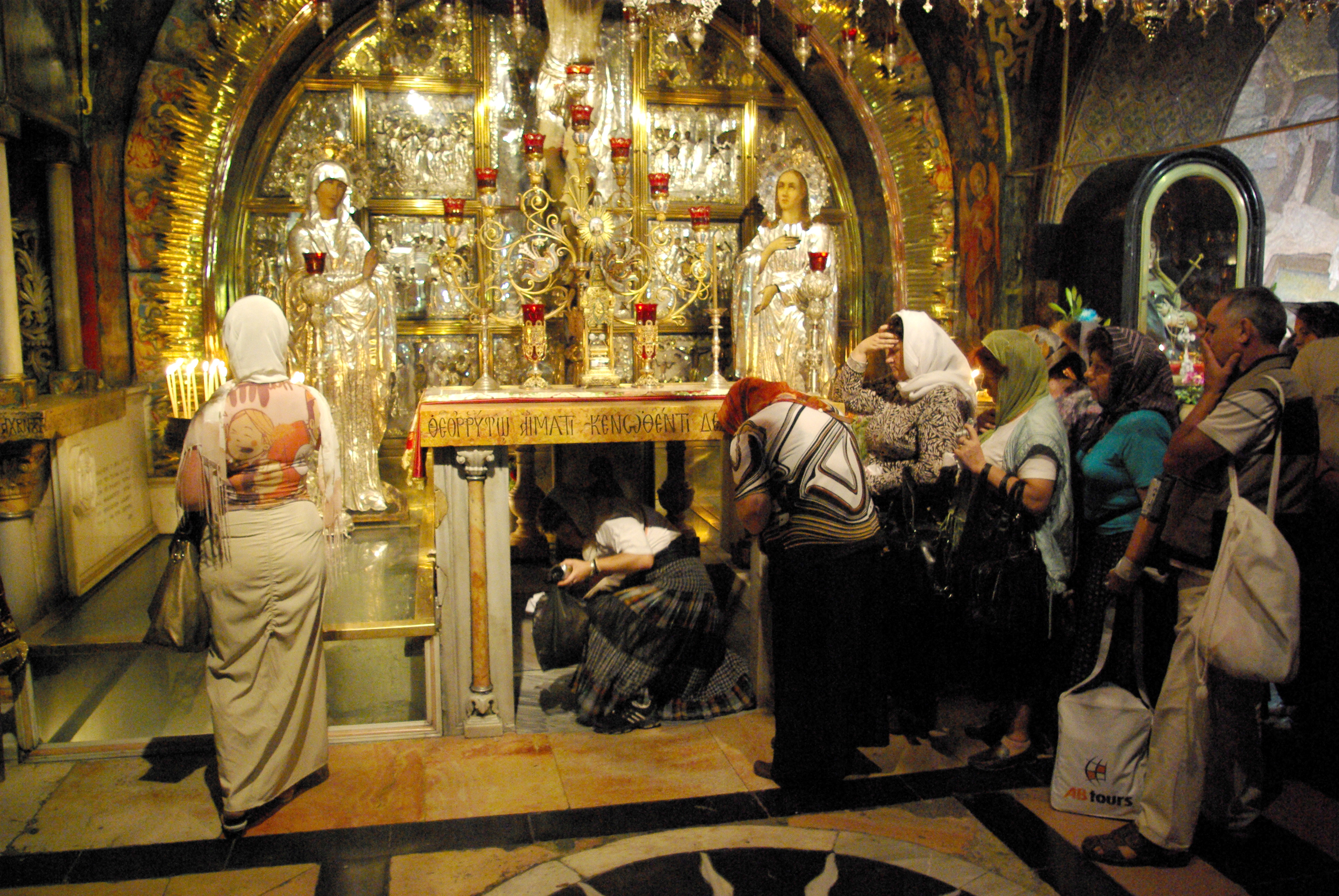
Bàn thờ Thánh Giá. Theo truyền thuyết, đây là nơi chúa Giêsu bị đóng đinh.

Ở phía nam của bàn thờ, qua hành lang nhỏ (một lối đi chung quanh phía cuối gian cung thánh của nhà thờ) là một cầu thang lên đồi Calvary (Golgotha), theo truyền thuyết là nơi đóng đinh Chúa Giêsu và là nơi được trang trí nhiều nhất của nhà thờ. Bàn thờ chính ở đây thuộc về Chính Thống giáo Hy Lạp, trong đó có Đá đồi Calvary (chặng đàng Thánh giá thứ 12). Đá này có thể nhìn thấy dưới lớp kính trên cả hai phía của bàn thờ, bên dưới bàn thờ có một lỗ được cho là chỗ để dựng thập giá lên. Bên Công giáo (dòng Phanxicô) có một bàn thờ ở bên cạnh: Nhà nguyện (tưởng niệm việc) Đóng đinh vào thập giá (chặng đường Thánh giá thứ 11). Phía bên trái bàn thờ này, về hướng nhà nguyện của Chính Thống giáo, có một tượng đức Mẹ Maria, được tin là làm những phép lạ (chặng đường Thánh giá thứ 13, nơi xác chúa Giêsu được tháo khỏi thập giá đem xuống trao cho gia đình).

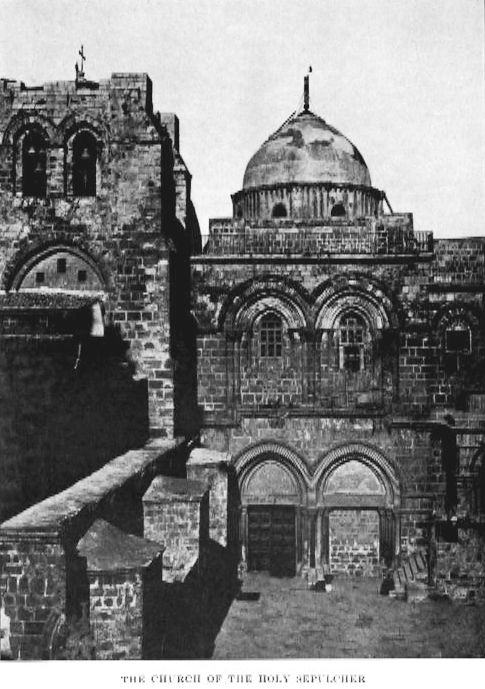
Nhà thờ Mộ Thánh (1885). Ngoại trừ vài công trình phục chế, vẻ bề ngoài chủ yếu của nó không thay đổi từ năm 1854. Chiếc thang nhỏ bên dưới cửa sổ của nóc mái vẫn còn nhìn thấy trong các tấm hình chụp mới đây; chiếc thang này vẫn được giữ nguyên trong cùng một vị trí kể từ năm 1854 do bất đồng ý kiến để dời nó đi.

Bên dưới đồi Canvê và 2 nhà nguyện ở đó, trên sàn chính, là Nhà nguyện của Adam. Theo truyền thuyết, Chúa Giêsu bị đóng đinh trên nơi mà hộp sọ Adam được chôn cất. Đá của đồi Calvary được nhìn thấy bị nứt thông qua một cửa sổ trên bức tường bàn thờ, vết nứt theo truyền thuyết được cho là gây ra bởi trận động đất xảy ra khi Chúa Giêsu gục chết trên thập giá, và được các học giả nói là do kết quả của việc khai thác đá ở một chỗ nứt tự nhiên trong đá.
Thực tế, núi Cal-vê hay Núi Sọ, đồi Gol gô ta v.v... bây giờ nằm trong khu vực Nhà thờ Mộ Thánh Chúa (Holy Sepulchre) ở trong thành Jerusalem. Khu vực này là khu vực rất nhạy cảm - dễ xảy ra xung đột giữa cáctôn giáo với nhau.

## Gallery hình

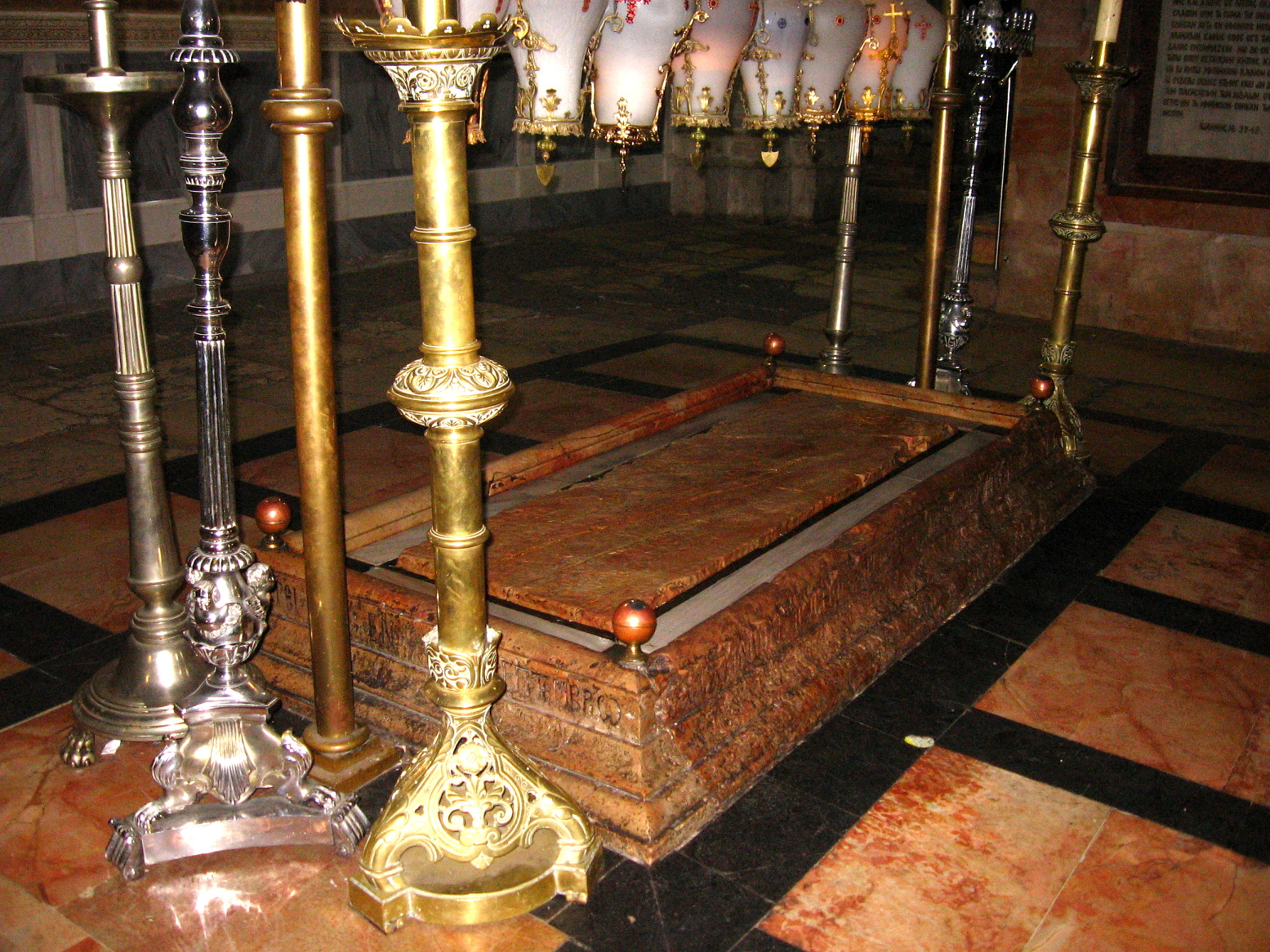
Tấm đá Xức Dầu.
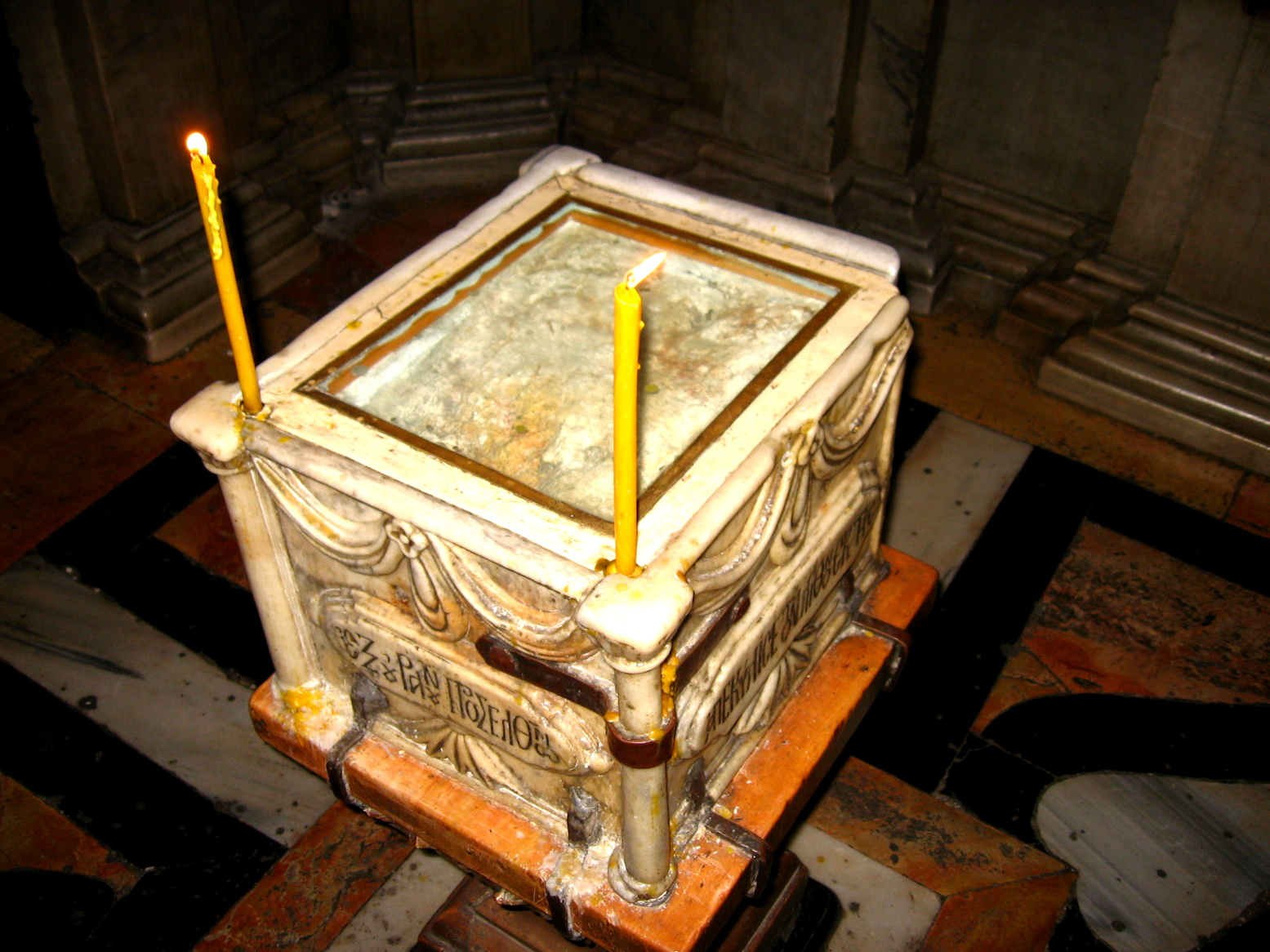
Tấm đá của Thiên Thần.
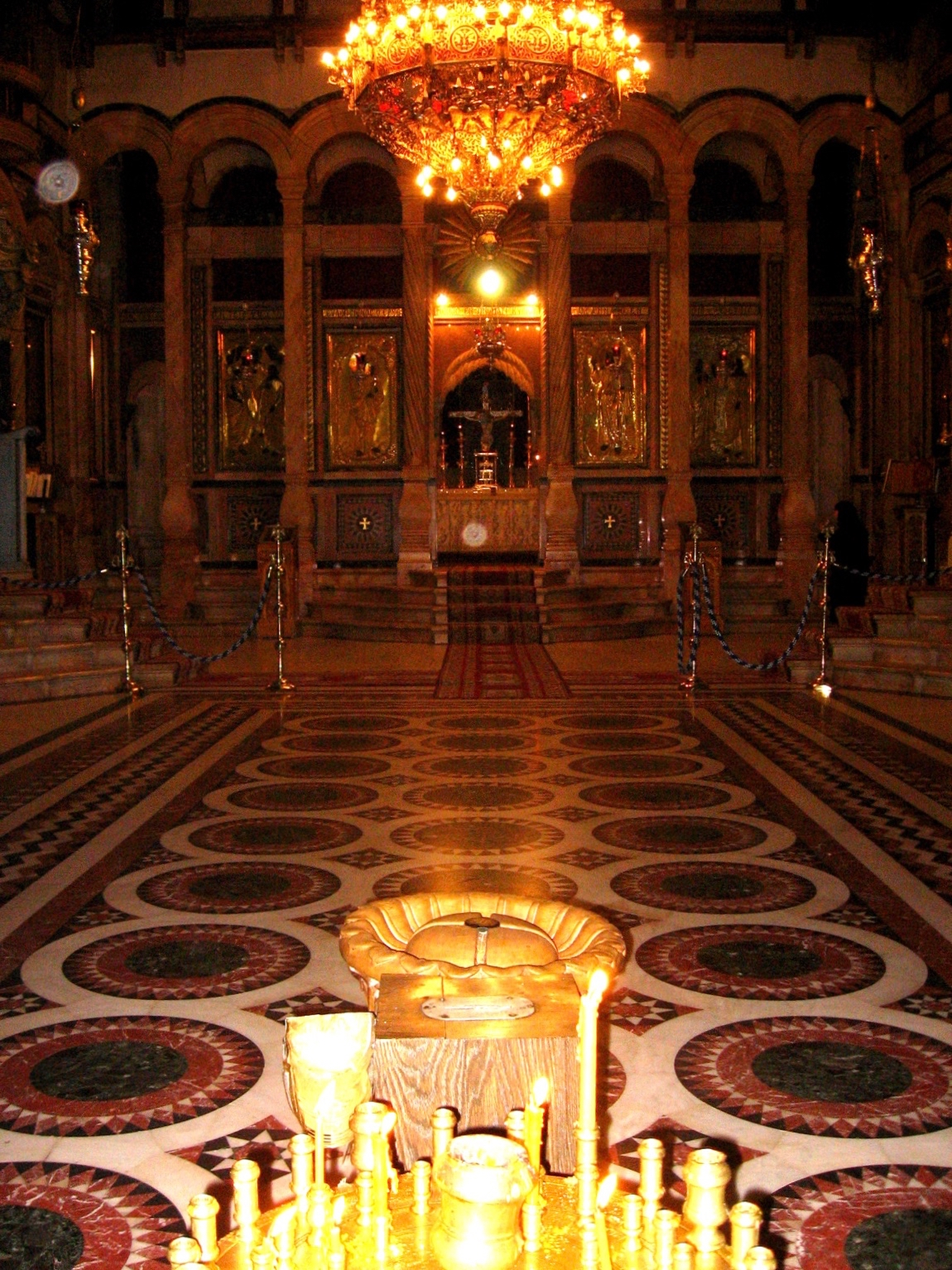
Catholicon.
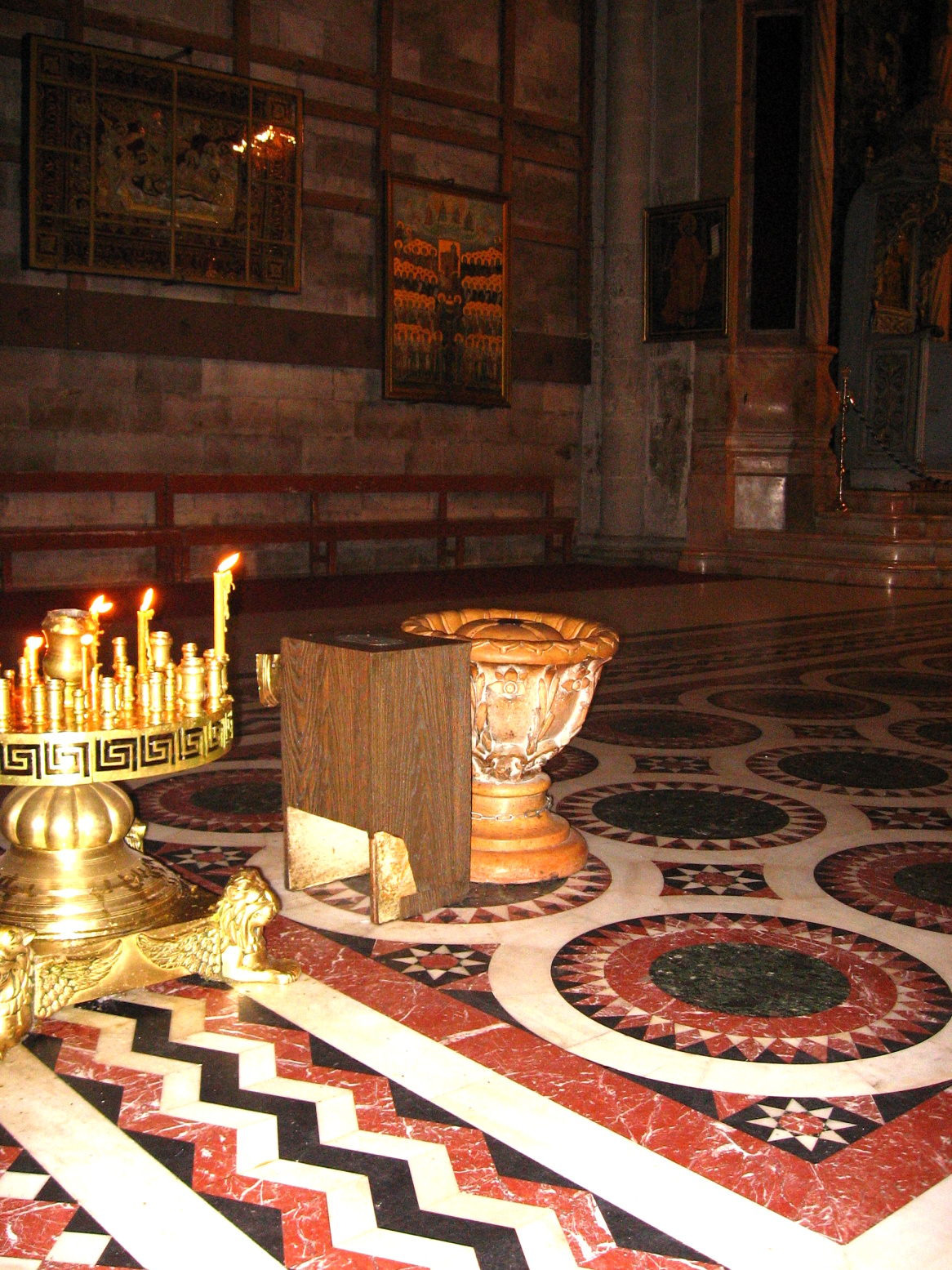
Tượng omphalos (Rốn vũ trụ) và tường phía bắc của Catholicon.
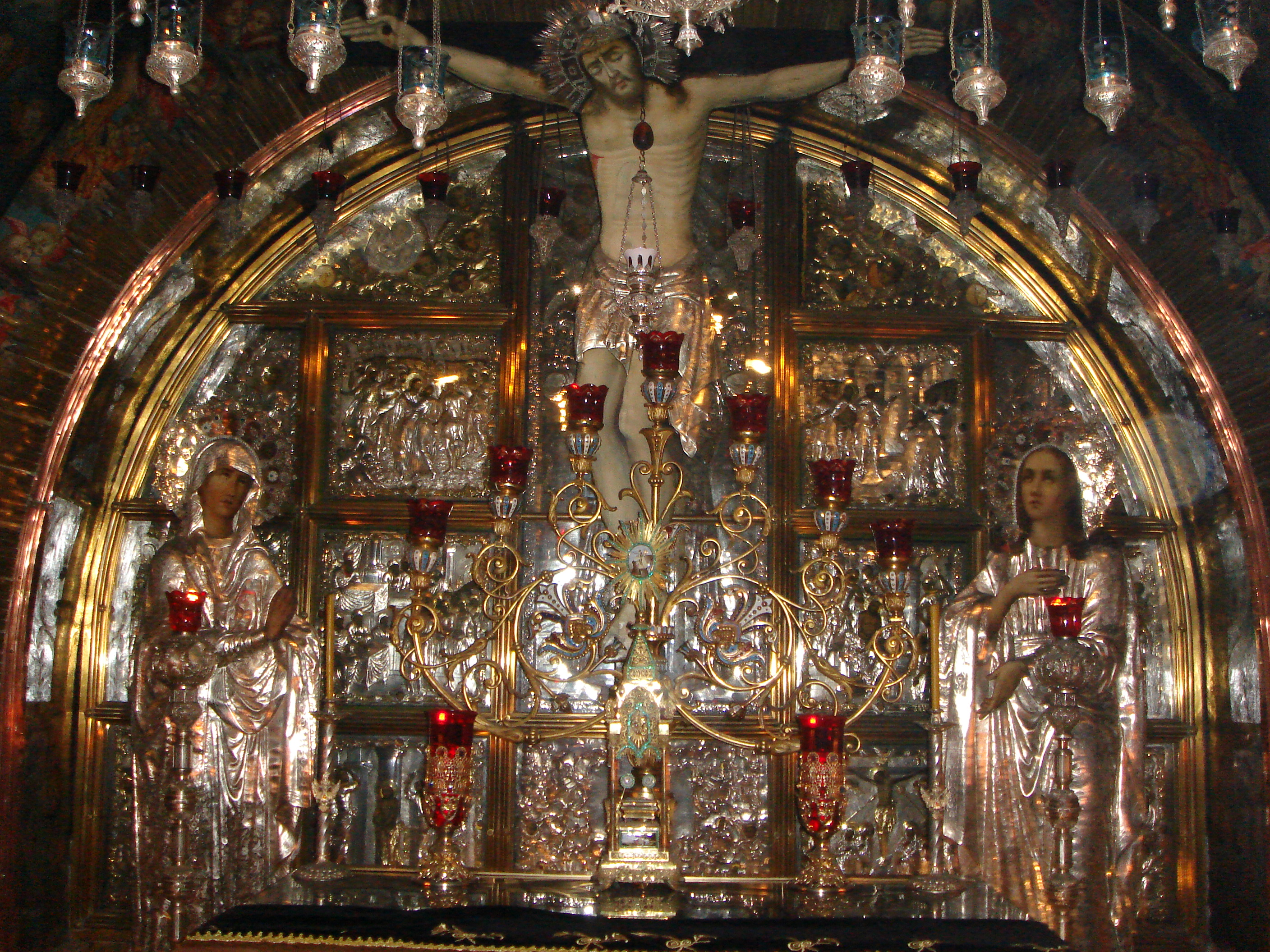
Bàn thờ Hy Lạp tại đồi Calvary.
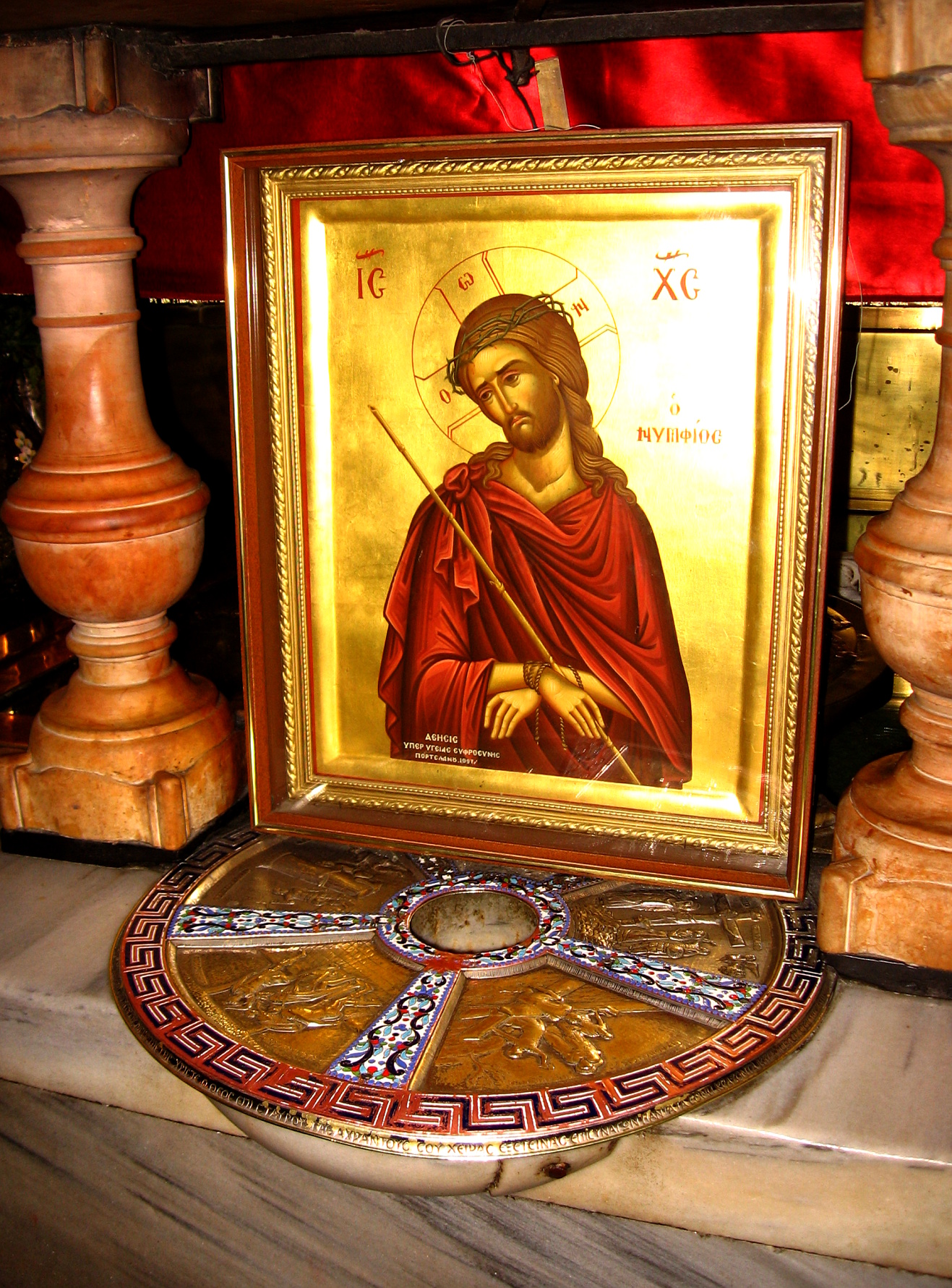
Nơi được cho là chúa Giêsu chết, nay ở dưới bàn thờ của Chính Thống giáo Đông Phương tại đồi Calvary.
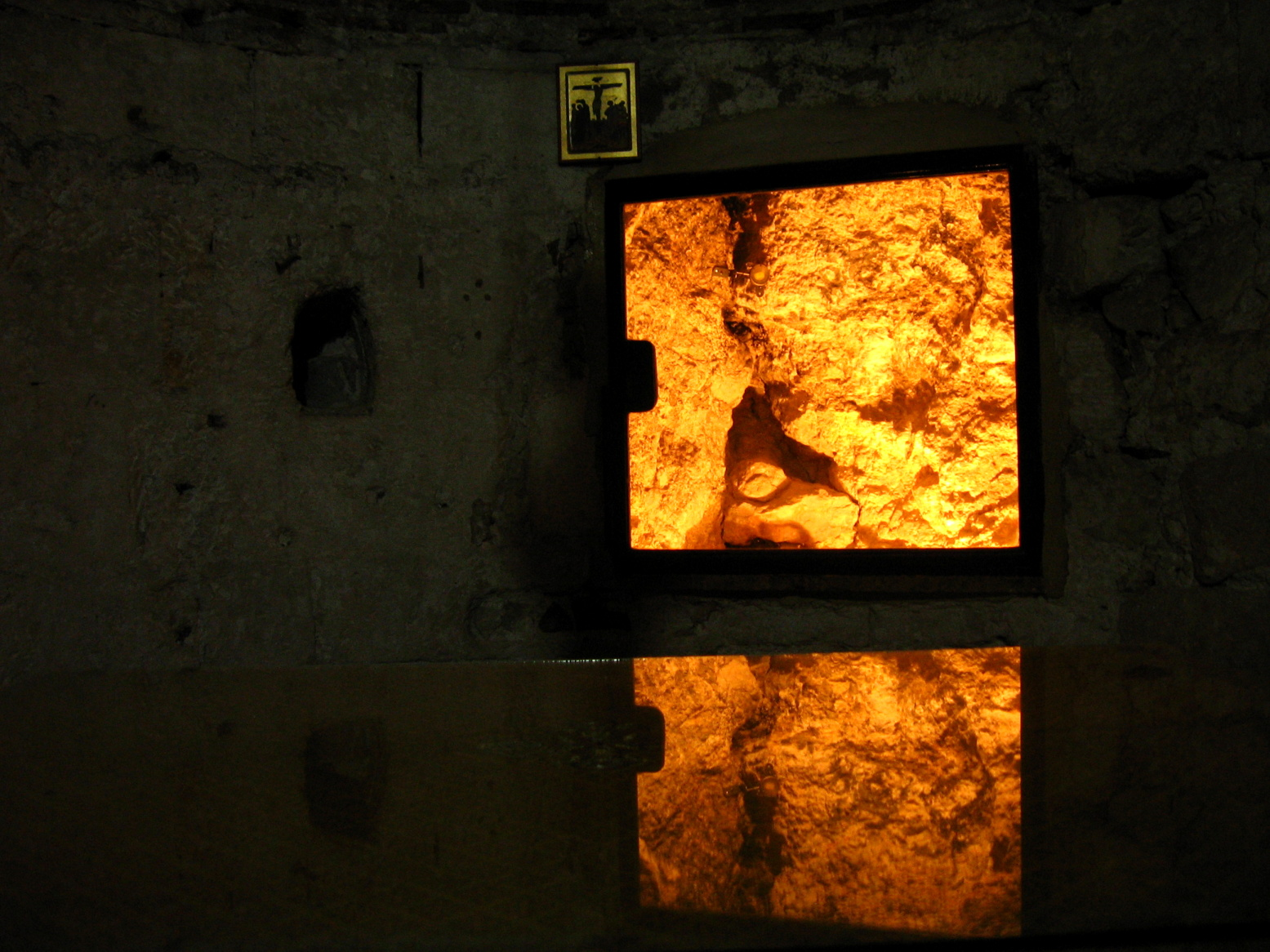
Phiến đá nứt ở đồi Golgotha, nhìn từ Nhà nguyện Adam.
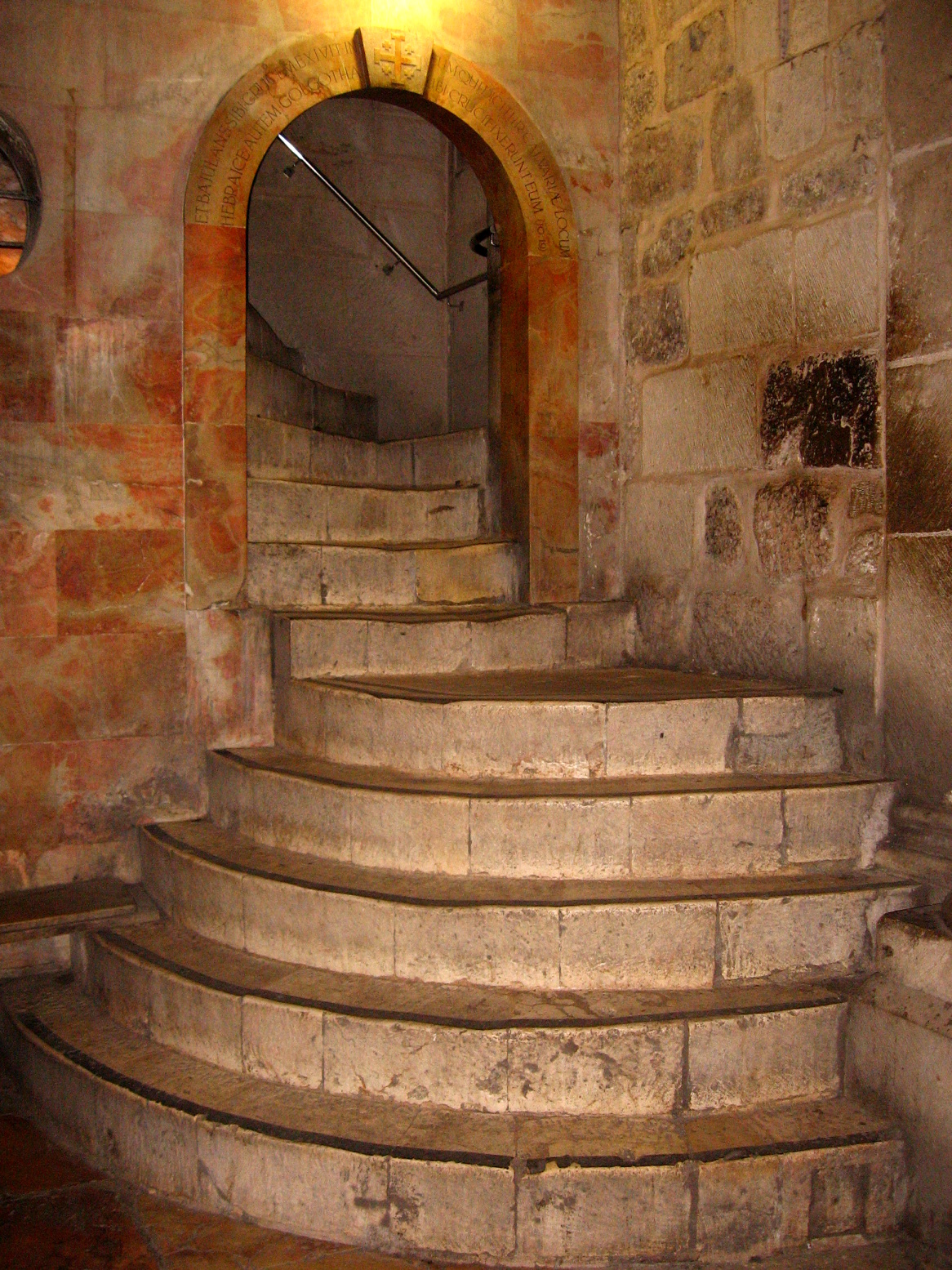
Cầu thang lên đồi Golgotha.
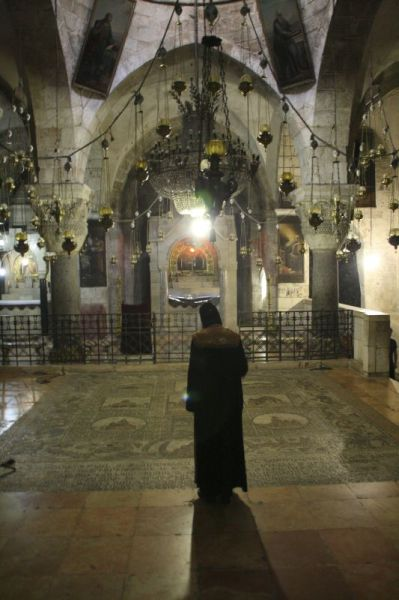
Nhà nguyện thánh nữ Helen
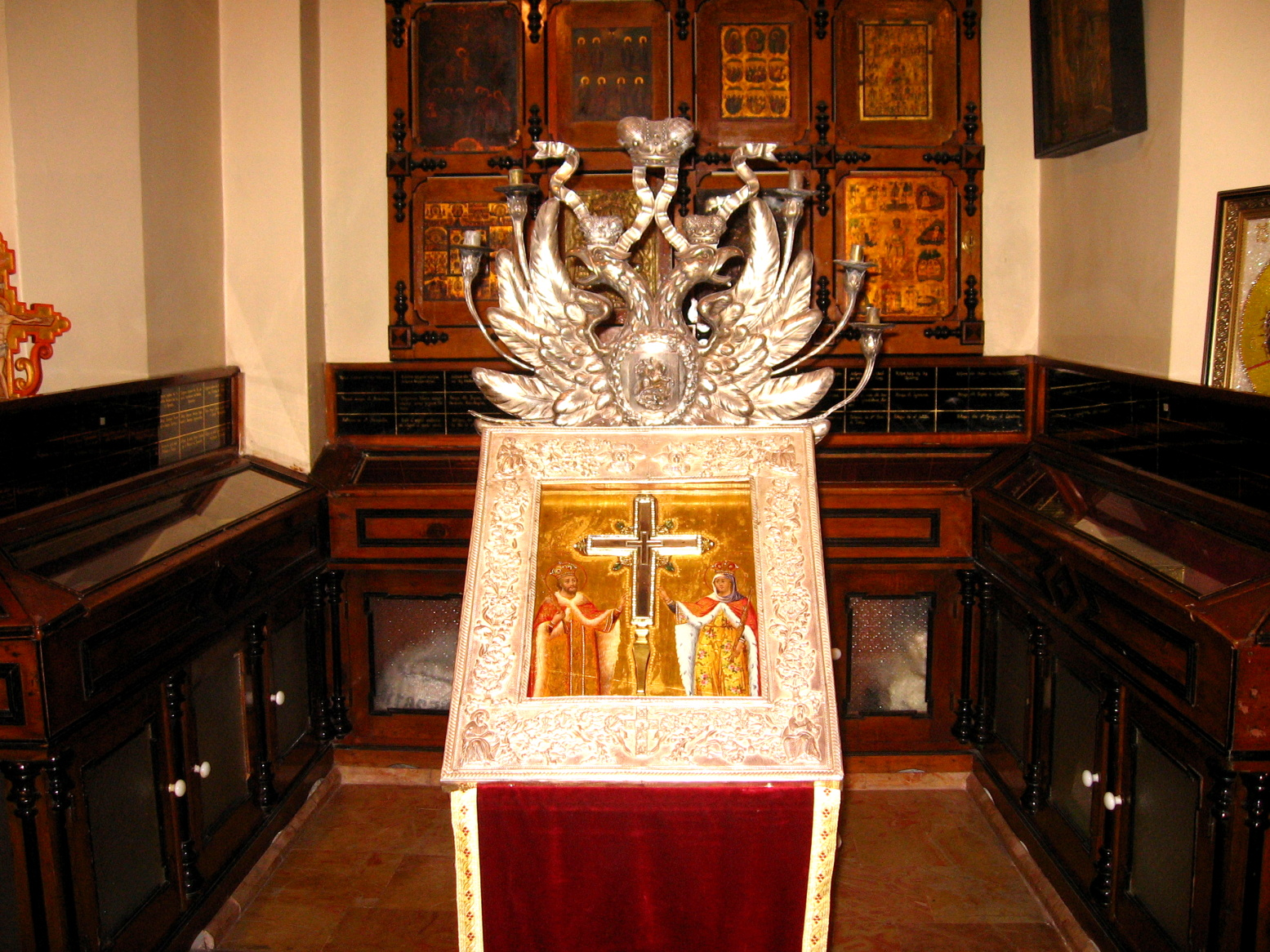
Treasure Room. Ở giữa: Thánh Giá thật. Gần tường: các thánh tích khác.